# Unistd.h
unistd.h – plik nagłówkowy w bibliotece POSIX języka C. Znajduje się na prawie każdym systemie zgodnym ze standardem POSIX (Mac OS X, Linux, itd.) i udostępnia makra i funkcje niezbędne do tworzenia programów, które muszą korzystać z pewnych usług systemu operacyjnego.

## Kompatybilność z systemami Windows
Plik unistd.h normalnie nie jest dostępny na systemach Microsoft Windows. Mimo że Microsoft oferuje dodatkowe oprogramowanie, szczególnie podsystem Interix na nowszych wersjach systemu Windows, niektóre funkcje (jak np. fork()) nie są zaimplementowane. Istnieją jednak darmowe projekty Cygwin, MinGW oraz MSYS2, które oferują implementację interfejsu zgodną ze standardem POSIX.